# オトマティック自走対空砲
オトマティック自走対空砲（オトマティックじそうたいくうほう, 英語: Otomatic SPAAG）とは、イタリアのオート・メラーラ社（現：レオナルド社防衛システム部門）が設計した試作自走対空砲である。
自社製の76mm砲を用いた自走対空砲システムだったが、より広範囲をカバー可能な地対空ミサイルの存在により採用されることはなかった。
"Otomatic"とは「OTO Main Anti-aircraft Tank for Intercept and Combat」の略称である。

## 開発
1987年のパリ航空ショーで1号試作車が公開され、翌1988年のファーンボロー航空ショーに2号試作車が出品されてデモンストレーションが行なわれた。同年9月、1号試作車に捜索レーダーが搭載され、ヘリコプターを用いた追跡試験が行なわれた。1989年にはサウジアラビアで試験が行なわれ、1991年にはイタリア陸軍のレオパルト1に砲塔が装備され、イタリア空軍のトーネード IDSやF-104を用いた追跡試験が行なわれた。
しかし、現代戦においてはより広範囲をカバーできる対空ミサイルの存在により長距離対空砲の需要は縮小しているため、オトマティックは採用されなかった。1997年には、ローマ近郊でイタリア軍を含む複数の軍事組織に再び公開されたが、いずれの軍隊からも興味を持たれなかった。
オート・メラーラはこのコンセプトをより軽量で各種装輪車両でも運用できるAMRAD(Artillery Multi-Role Area Defense,多目的領域防衛火砲)として復活を試み、砲塔の装甲を薄くした上で捜索レーダーを撤去し、光学照準装置と追跡レーダーのみを装備した。それでもAMRADを採用する軍隊は現れなかったが、AMRADに更に改良を加えたドラコは、SIDAM25自走対空砲の後継としてイタリア陸軍での採用が決定し、チェンタウロ戦闘偵察車の車体と組み合わせ「チェンタウロ・ドラコ」として配備される予定である。

## 設計

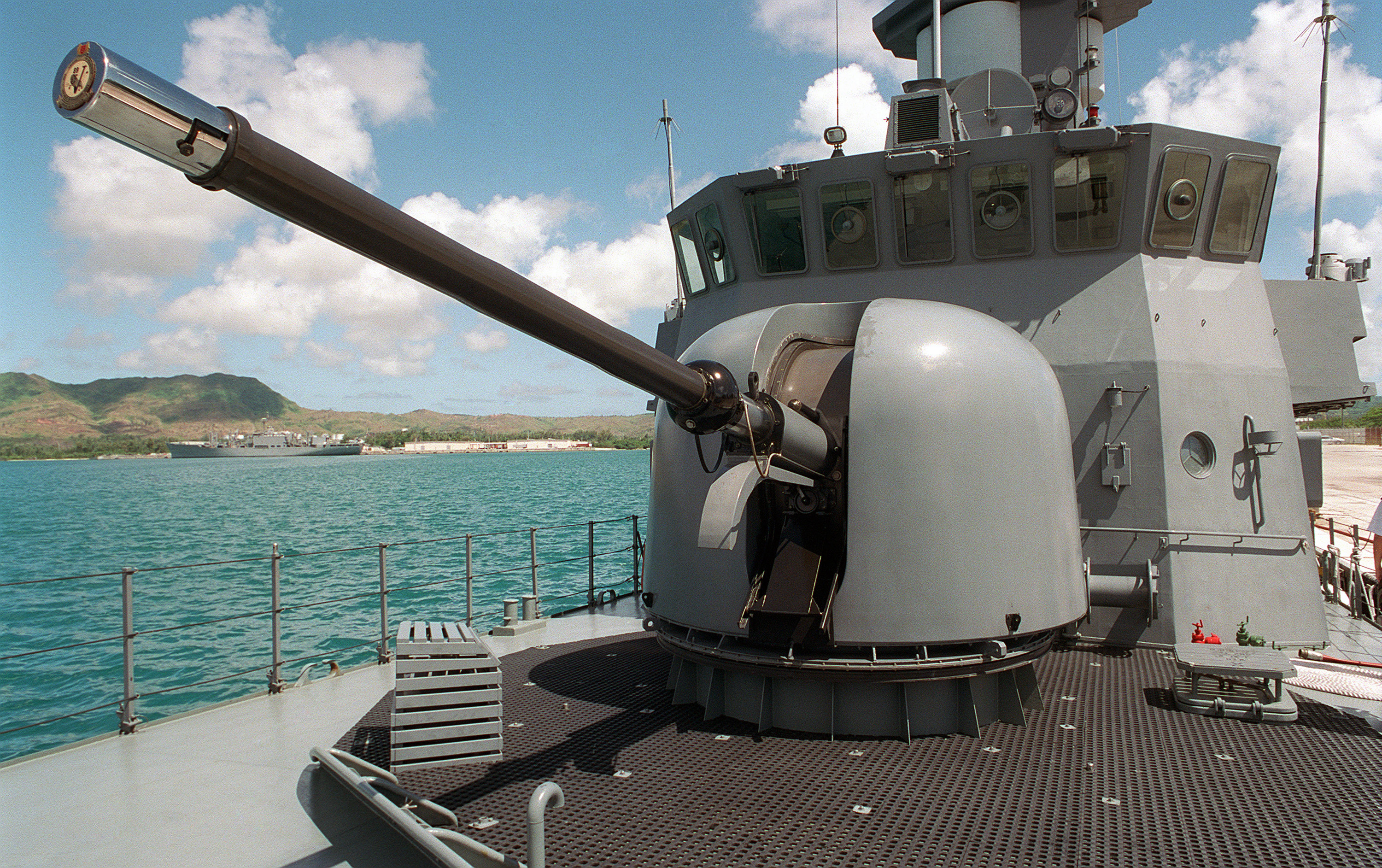
オトマティック自走対空砲の主砲の基になっているオート・メラーラ76mm艦載速射砲

オトマティック自走対空砲は、レオパルト1(あるいはOF-40や、同規模の装軌車両)戦車の車体に、艦載砲であるオート・メラーラ76mm砲およびそれに付随する索敵照準レーダーと射撃管制装置を組み合わせたシステムを搭載する。ベース車両に補助動力装置を搭載し、これをシステムの動力にする。
砲塔は均質圧延鋼板製で、装甲厚は公表されていない。砲塔中央に主砲のオート・メラーラ 76mm砲を装備する。76mm砲は62口径の長砲身砲で、最大射程は16km、最大射高は6,000mにも及ぶ。発射速度は毎分120発で、射撃管制装置によって最適なタイミングで5~6発をバースト射撃し、近接信管による破片効果によって目標を破壊する。砲塔上部後方には、別個の追跡レーダーと追尾レーダーを装備し、最大8個の目標を追尾することができる。砲弾は、対空用のHISPPFF弾78発に加え、対戦車用の徹甲弾を12発搭載し、装甲車両にもある程度対処できるようになっている。艦載砲の76mm砲は無人砲塔だが、オトマティック自走対空砲では砲塔内に3名の操砲要員が必要である。